# Вороно-Пашня
Во́роно-Пашня́ (рос. Вороно-Пашня) — присілок у складі Асінівського району Томської області, Росія. Входить до складу Новиковського сільського поселення.
Стара назва — Воронино-Пашня.

## Населення
Населення — 120 осіб (2010; 156 у 2002).
Національний склад (станом на 2002 рік):
- росіяни — 95 %